# Matematický koprocesor

Blokové schéma koprocesoru Intel 8087

Matematický koprocesor případně numerický koprocesor, někdy zkráceně jen koprocesor (angl. numeric coprocessor, math coprocessor zkráceně MCP nebo floating-point unit zkráceně FPU) je koprocesor určený na vykonávání operací s čísly s pohyblivou řádovou čárkou. Některé typy matematických koprocesorů jsou schopné vykonávání i složitějších matematických operací. Matematický koprocesor může být implementovaný jako samostatná jednotka nebo může být součástí CPU.
V minulosti procesory neobsahovaly žádný zabudovaný mechanizmus na zpracování čísel s plovoucí desetinnou čárkou. Zpracování těchto čísel bylo realizované externím matematickým koprocesorem případně bylo emulované mikroprogramem v aritmeticko-logické jednotce procesoru. Vykonávání operací s čísly s pohyblivou desetinnou čárkou emulací v ALU je však mnohem pomalejší a navíc zatěžuje hlavní procesor.
Přestože je možné softwarovou emulací matematického koprocesoru ušetřit výrobní náklady, v současných procesorech pro osobní počítače je matematický koprocesor integrovaný v mikroprocesoru. To bylo umožněno prudkým poklesem výrobních nákladů v posledních letech.

## Koprocesory Intel 8087

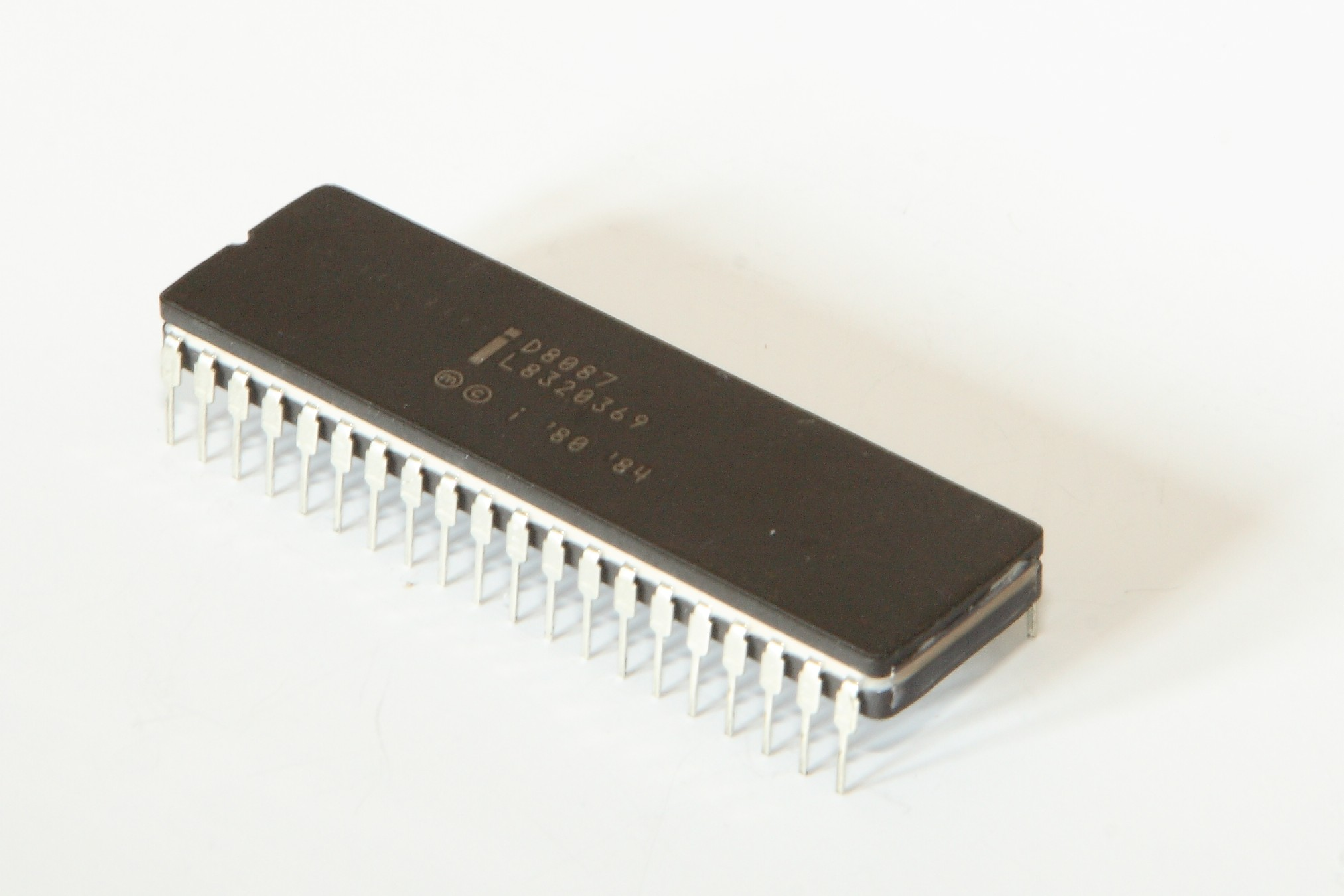
Intel 8087

Koprocesor Intel 8087 byl přídavný matematický koprocesor dodávaný pro procesory Intel 8086, doplňující jejich funkčnost o podporu práce s reálnými čísly (přesněji s čísly s pohyblivou řádovou čárkou). Byl poměrně drahý, dal se však softwarově emulovat (což bylo asi desetkrát pomalejší).
Z matematického koprocesoru Intel 8087 vycházely i koprocesory pro novější procesory Intel: koprocesory 80287 (pro procesor 80286), 80387 (pro procesor 80386). Procesor 80486 již obsahoval koprocesor na jednom čipu s CPU. Existovala sice verze 80486 SX, ta také obsahovala koprocesor, ale byl deaktivovaný. Procesory Pentium měly již matematický koprocesor vždy v sobě integrovaný a aktivní – v těchto případech již pojem matematický koprocesor v podstatě ztrácí smysl a je lepší používat pojem FPU.

### Vnitřní struktura FPU
FPU je jednotka pro práci s čísly s pohyblivou řádovou čárkou (jak je patrno již jejího názvu – Floating Point Unit). Z pohledu programátora obsahuje následující registry:
- osm registrů po 80 bitech pro ukládání čísel s pohyblivou řádovou čárkou. Tyto registry se označují jako ST0 až ST7 a chovají se jako zásobník s vrcholem ST0. Lze však i přistupovat k libovolnému ST registru přímo.
- registr známek (Tag register) – šestnáctibitový registr uchovávající informace o jednotlivých ST registrech (každému ST registru jsou přiřazeny dva bity pro uchování jedné ze čtyř hodnot: zda je prázdný, obsahuje platné číslo, nulu nebo neplatné číslo)
- stavový a řídící registr (Status register a Control (word) register) – šestnáctibitové registry funkčně zhruba odpovídající registru Flags procesorů 80x86

Jednotka FPU pracuje se třemi formáty čísel s pohyblivou řádovou čárkou:
- single precision (32 bitů) – podle standardu IEEE
- double precision (64 bitů) – podle standardu IEEE
- extended precision (80 bitů) nestandardní formát Intelu

Tyto formáty se v podstatě liší jen datovou velikostí – samotné číslo je v nich ukládáno stejným způsobem: znaménko (1 bit) – exponent – mantisa
Nejlevější bit slouží jako znaménkový a je v něm uložena informace, zda je číslo kladné nebo záporné . Nula značí plus, jednička minus
Exponent je ukládán na osmi bitech (u single precision) nebo na 11 bitech (u double precision). Je ukládán v kódu transformované nuly (též aditivní kód – viz Dvojková soustava).
Mantisa je ukládána na „zbytku“ bitů, tj. na 23 (single precision) resp. 52 (double precision) bitech. Její tvar závisí na typu uloženého čísla (viz dále).

### Typy čísel uložitelných v STx registrech
V STx registrech lze ukládat čísla jak IEEE formátech (single a double precision), tak čísla v 80bitovém formátu Intel.
Ve všech těchto třech formátech lze ukládat následující typy čísel:
- normalizovaná čísla – čísla ve tvaru +/− 1.mmmm… · 2eeee…. Tato čísla jsou reprezentována jakoukoli hodnotou uloženou v mantise a jakoukoli hodnotou v exponentu s výjimkou nuly a nejvyšší uložitelné hodnoty. Mantisa začíná vždy jedničkou následovanou desetinnou čárkou; povšimněte si, že je uložena s vynecháním jedničky na začátku, např. mantisa 1.01100110 je uložena jako 01100110.
- denormalizovaná čísla – jsou reprezentována nulovým exponentem a libovolnou nenulovou hodnotou uloženou v mantise. Mantisa je uložena s pevnou řádovou čárkou ve tvaru m.mmmm…, tj. mantisa 0.0011001 je uložena jako 00011001. Tato čísla se využívají pro ukládání velmi malých hodnot, která nejdou uložit normalizovaně.
- nula – je reprezentována nulovým exponentem a nulovou mantisou
- nekonečno (infinity) – je reprezentováno maximálním exponentem a nulovou mantisou. Toto číslo vznikne např. po dělení nulou.
- nečíselná hodnota (NaN, Not a Number) – je reprezentována maximálním exponentem a nenulovou mantisou, toto „číslo“ vznikne např. po dělení 0/0.

Tabulka uložitelných hodnot pro single precision (pro ostatní formáty bude tabulka obdobná)
| typ čísla             | exponent           | mantisa v paměti           | význam paměťové mantisy                                        | odpovídající známka (v Tag registru) |
| --------------------- | ------------------ | -------------------------- | -------------------------------------------------------------- | ------------------------------------ |
| normalizované číslo   | 0 < exponent < 255 | m = libovolná hodnota      | desetinná část skutečné mantisy (tvar 1,mmmm)                  | 0                                    |
| denormalizované číslo | 0                  | libovolná nenulová hodnota | skutečná mantisa s pevnou desetinnou čárkou za nejvyšším bitem | 2                                    |
| nula                  | 0                  | 0                          | 0                                                              | 1                                    |
| nekonečno             | 255                | 0                          | —                                                              | 2                                    |
| nečíselná hodnota     | 255                | libovolná nenulová hodnota | —                                                              | 2                                    |